# Ifor Williams
Ifor Williams (16 avril 1881 - 4 novembre 1965) est un érudit gallois qui a jeté les bases de l'étude académique du vieux gallois, en particulier de la poésie galloise ancienne.

## Jeunesse et éducation
Ifor Williams est né à Pendinas, Tregarth près de Bangor, Pays de Galles, fils de John Williams, un carrier, et de sa femme Jane. Son grand-père maternel, Hugh Derfel Hughes, est un historien local renommé qui a écrit un livre très apprécié sur l'histoire de la région. Il étudie à Friars School, Bangor, en 1894, mais n'y est que depuis un peu plus d'un an lorsqu'il subit un grave accident qui le laisse avec des blessures au dos qui l'obligent à s'aliter pendant plusieurs années.
Après avoir récupéré, il fréquente la Clynnog School en 1901 et en 1902 remporte une bourse à l'University College of North Wales. En 1905, il est diplômé avec mention en grec, puis en 1906 en gallois. Il passe l'année universitaire 1906–07 au Département de gallois à travailler pour son diplôme de maîtrise et à assister Sir John Morris-Jones, le professeur de gallois, avant d'être nommé maître de conférences adjoint. En 1920, une chaire de littérature galloise est spécialement créée pour lui, qu'il occupe jusqu'à la mort de Sir John Morris-Jones en 1929, date à laquelle il devient professeur de langue et littérature galloises.

## Travaux académiques
Ifor Williams s'intéresse toute sa vie aux noms de lieux gallois et est l'un des premiers à appliquer des méthodes académiques rigoureuses à ce domaine. Il publie Enwau Lleoedd (« Noms de lieux ») en 1945, qui est toujours d'une grande valeur aujourd'hui. Beaucoup de ses premières publications sont écrites afin de fournir du matériel pédagogique et comprennent des versions avec des notes détaillées d'un certain nombre de vieux contes gallois, notamment le Mabinogion en 1930. Il écrit également des éditions savantes des œuvres d'un certain nombre de poètes médiévaux tels que Dafydd ap Gwilym et d'autres en 1914 et Iolo Goch en 1925 avec des collègues.
Son principal domaine d'étude reste cependant le vieux gallois et la première poésie galloise. Il publie Canu Llywarch Hen en 1935 couvrant la poésie associée à Llywarch Hen, puis en 1938 peut-être son œuvre la plus importante, Canu Aneirin, le texte avec des notes du Gododdin attribué au poète du VIe siècle Aneirin. Pour la première fois, le texte original est distingué des ajouts ultérieurs et rendu compréhensible avec des notes, et ce travail sert de base à tous les travaux ultérieurs sur cette poésie. Il écrit une introduction à Canu Taliesin en 1960 sur le travail du poète Taliesin, avec un accent particulier sur la datation des poèmes du VIe siècle dans le corpus Taliesin. Le livre suit son introduction avec une nouvelle traduction par J.E. Caerwyn Williams. Ifor Williams publie également des ouvrages sur la poésie galloise ultérieure, comme Armes Prydein du Xe siècle.
Williams édite le Bulletin du Board of Celtic Studies de 1937 à 1948. Il est également conférencier à la radio et des sélections de ses conférences radiophoniques sont publiées dans trois livres.

## Vie personnelle
Williams épouse Myfanwy Jones de Cae-glas, Pontllyfni, Arfon, en 1913, et ils ont deux enfants, une fille et un fils. Il prend sa retraite en 1947 et est fait chevalier la même année. En 1949, l'Université du pays de Galles lui décerne le diplôme honorifique de LL. D. Il vit de 1913 à 1947 à Menai Bridge et se retire à Pontllyfni où il est décédé en 1965. Il est enterré dans le cimetière attenant à Capel Brynaerau, Pontllyfni.